# Доксициклін
Доксициклін — напівсинтетичний антибіотик з групи тетрациклінів для перорального і парентерального застосування. Уперше випущений компанією Pfizer у 1967 році під торговою назвою «Вібраміцин».

## Фармакологічні властивості
Доксіциклін — напівсинтетичний антибіотик з групи тетрациклінів широкого спектра дії. Препарат має бактеріостатичну дію, зумовлену порушенням синтезу білків в бактеріальній клітині. До доксицикліну чутливі такі збудники: стафілококи, стрептококи, в тому числі пневмококи, Bacillus anthracis, Neisseria gonorrhoeae, Escherichia coli, Bordetella pertussis, Enterobacter spp., Brucella spp., сальмонели, клебсієли, клостридії, шиґели, Francisella tularensis, рикетсії, мікоплазми, єрсинії, хламідії, Borrelia burgdorferi, бліда спірохета, Vibrio cholerae, лістерії. Чутливими до дії доксицикліну є також малярійний плазмодій та патогенні амеби. Нечутливими до дії доксицикліну є Pseudomonas aeruginosa, Proteus spp., Serratia spp., Bacteroides fragilis. Доксициклін має помірну бактеріостатичну активність щодо туберкульозної палички. Доксициклін має здатність блокувати металопротеїнази матриксу (специфічні цинкозалежні ферменти — коллагенази, желатинази, стромелізини), що каталізують розпад колагену та протеоглікану у суглобових хрящах, що призводить до зменшення уражень при ревматоїдному артриті та деформуючому остеоартрозі.

### Фармакокінетика
Доксициклін при пероральному прийманні швидко всмоктується з травної системи. Препарат добре розподіляється в усіх тканинах і рідинах організму. Доксициклін добре(на 80-90 %) зв'язується з білками плазми крові, що дає можливість створювати концентрації в тканинах вищі, ніж у крові. Препарат проходить через гематоенцефалічний бар'єр, проникає через плацентарний бар'єр, виділяється в грудне молоко (але не визначається у крові у немовлят). Біодоступність препарату як при пероральному, так і при парентеральному прийомі — близько 100 %. Метаболізм препарату проходить в мінімальній кількості в печінці. Період напіввиведення доксицикліну становить 12-22 години, при нирковій недостатності цей час незначно збільшується. Доксициклін не має здатності до кумуляції в організмі. Виводиться препарат з організму нирками в незміненому вигляді, а також із калом і жовчю. Препарат має здатність накопичуватися в кістковій тканині і зубній емалі.

## Показання
Доксициклін застосовують при інфекціях, спричинених чутливими до препарату мікроорганізмами, а саме: хвороби дихальних шляхів і ЛОР-органів, гнійні інфекції шкіри і м'яких тканин, епідемічний висипний тиф та інші рикетсіози, бруцельоз, туляремія, трахома, малярія, холера, безжовтяничний лептоспіроз, чума, хвороба Лайма, орнітоз, хламідіози. Доксициклін запропонований до застосовування у комплексній терапії мультирезистентного туберкульозу легень. За даними клінічних досліджень, доксициклін може застосовуватися як базовий протиревматичний засіб при ревматоїдному артриті та деформуючому остеоартрозі.

## Побічна дія
При застосуванні доксицикліну можливі наступні побічні ефекти :
- Алергічні реакції — часто висипання на шкірі; рідко сироваткова хвороба, фотодерматоз, набряк Квінке, синдром Стівенса-Джонсона, синдром Лаєлла, анафілактичний шок.
- З боку травної системи — часто нудота, блювання, біль в животі; нечасто кандидоз ротової порожнини, глосит, панкреатит, жовтяниця, езофагіт, ентероколіт, псевдомембранозний коліт.
- З боку нервової системи — нечасто головний біль, запаморочення, підвищення внутрішньочерепного тиску (при застосуванні у високих дозах), нечіткість або втрата зору, диплопія, шум у вухах.
- З боку серцево-судинної системи — рідко артеріальна гіпотензія, тахікардія, перикардит.
- З боку опорно-рухового апарату — нечасто артралгії, міалгії. У дітей спостерігається порушення утворення кісткової тканини, сповільнення росту кісток, дефекти емалі зубів, зміна кольору зубів (згідно з останніми дослідженнями — частіше у дітей до 5 років).[5]
- Зміни в лабораторних аналізах — рідко тромбоцитопенія, нейтропенія, еозинофілія, гемолітична анемія, підвищення активності амінотрансфераз — АЛТ і АСТ, підвищення рівня білірубіну, креатиніну і сечовини в крові.
- Реакції при внутрішньовенному введенні — рідко флебіти.

## Протипокази
Доксициклін протипоказаний при підвищеній чутливості до тетрациклінів, при порфірії, тяжкій печінковій недостатності, лейкопенії, при вагітності та годуванні грудьми, дітям до 8 років. Застосування у дітей від 8 до 12 років слід проводити з обережністю. Згідно з дослідженнями канадських та американських учених, доксициклін є безпечним для застосування у дітей старших 5 років, а по життєвих показах — і без обмежень по віку.

## Форми випуску
Доксициклін випускається в таблетках та желатинових капсулах по 0,05; 0,1 та 0,2 г; 1% сиропу по 20 та 60 мл; ампул із порошком для ін'єкцій по 0,1 та 0,2 г; а також у вигляді флаконів для ін'єкцій по 5 мл(100 мг).

## Застосування у ветеринарії
Доксициклін випускається для ветеринарного використання у вигляді порошку в контейнерах по 100 г та 1 кг та застосовується для лікування інфекцій, викликаних чутливими до антибіотику збудниками, у телят, свиней та домашніх птахів.